# Спартак (стадион, Могилёв)
Стадио́н «Спарта́к» — многофункциональный спортивный комплекс в г. Могилёв, Беларусь. Используется главным образом для проведения футбольных матчей. Является домашним стадионом местного клуба «Днепр». Максимальная вместимость — 7350 человек.
На территории стадиона также расположена могилевская городская СДЮШОР-2.

## История
Стадион «Спартак» был открыт 1956 году, а в 1960-м стал родным стадионом команды «Химик» (будущего «Днепра»).
После реконструкции, завершённой в 2009 году, стадион представляет собой современный, оснащённый всеми необходимыми техническими новинками спортивный комплекс.
Во время реконструкции были реконструированы трибуны, над западной трибуной установлен козырёк (сорван ураганом в июле 2014 года, по состоянию на начало 2019 года — навес не восстановлен), стадион был оборудован современными системой освещения и ЖКИ-табло, был создан пресс-центр, поле оснащено системами подогрева и полива.
В 2010 году на стадионе прошёл ответный матч раунда плей-офф квалификации матч Лиги Европы «Днепр» — «Вильярреал».
В октябре 2019 года на стадионе произошёл пожар, уничтоживший баннер с символикой футбольного клуба «Днепр» и повредивший 15 квадратных метров наружной отделки стены административного здания спортивной школы и оконную раму.